# Dillwynia tenuifolia
Dillwynia tenuifolia är en ärtväxtart som beskrevs av Dc. Dillwynia tenuifolia ingår i släktet Dillwynia och familjen ärtväxter. Inga underarter finns listade i Catalogue of Life.